# Каменки-Дранишниково
Ка́менки-Драни́шниково (рос. Каменки-Дранишниково) — присілок у складі Богородського міського округу Московської області, Росія.

## Населення
Населення — 167 осіб (2010; 242 у 2002).
Національний склад (станом на 2002 рік):
- росіяни — 96 %